# Bili Ier de Vannes

Bili Ier de Vannes aurait été évêque de Vannes à une époque indéterminée.

## Contexte
Bili Ier est mentionné dans la Gallia Christiana comme saint et 12e évêque de Vannes, mais n'est pas retenu comme évêque de cette cité dans la liste officielle de l'Église catholique.
Selon Pierre-Hyacinthe Morice de Beaubois qui le différencie pourtant de l'évêque « Bili successeur de Kemmonoc du IXe siècle  » : « Saint Bilius ou Bilcius est reconnu comme Évêque de Vannes dans le propre de son église. On en fait mention comme d'un martyr le 23e jour de juin ». Dans ce contexte, il semble qu'il s'agisse d'une confusion avec l'évêque Bili II de Vannes dont la fête est célébrée le même jour.